# هيو فيليبس (لاعب اتحاد الرغبي)
هيو فيليبس (بالإنجليزية: Emyr Phillips)‏ هو لاعب اتحاد الرغبي بريطاني، ولد في 22 فبراير 1987 في Llandovery ‏ في المملكة المتحدة.